# Neocentrophyidae
Neocentrophyidae é uma família de animais do filo Kinorhyncha, ordem Homalorhagida, subordem Homalorhagae.